# Сейк, Вацлав
Ва́цлав Сейк (чеш. Václav Sejk; род. 18 мая 2002, Дечин) — чешский футболист, нападающий пражской «Спарты», выступающий на правах аренды за нидерландский клуб «Херенвен».

## Клубная карьера
Сейк — воспитанник клубов «Спартак Болетице», «Дечин Юниор», «Теплице» и пражской «Спарты». В 2021 году он дебютировал за дублирующий состав последних. В начале 2022 года Сейк перешёл в «Теплице» на правах аренды. 12 февраля в матче против «Баника» он дебютировал в Первой лиге. В этом же поединке Вацлав сделал «дубль», забив свои первые голы за «Теплице». Летом того же года Сейк на правах аренды перешёл в «Яблонец». 31 июля в матче против «Богемианс 1905» он дебютировал за новый клуб. 7 августа в поединке против «Млады-Болеслав» Вацлав забил свой первый гол за «Яблонец».
В начале 2024 года Сейк перешёл в нидерландскую «Роду». 26 января в матче против дублёров «Утрехта» он дебютировал в Эрстедивизи.
Летом 2025 года перешёл на правах аренды в нидерландский «Херенвен».

## Международная карьера
В 2019 году в составе юношеской сборной Чехии Сейк принял участие в молодёжном чемпионата Европы в Ирландии. На турнире он сыграл в матче против команды Бельгии, Ирландии и Греции. В поединках против ирландцев и греков Вацлав забил по голу.
В 2023 году Сейк в составе молодёжной сборной Чехии принял участие в молодёжном чемпионате Европы в Румынии и Грузии. На турнире он сыграл в матчах против команд Англии, Германии и Израиля. В поединке против немцев Вацлав забил гол.